# Man Man

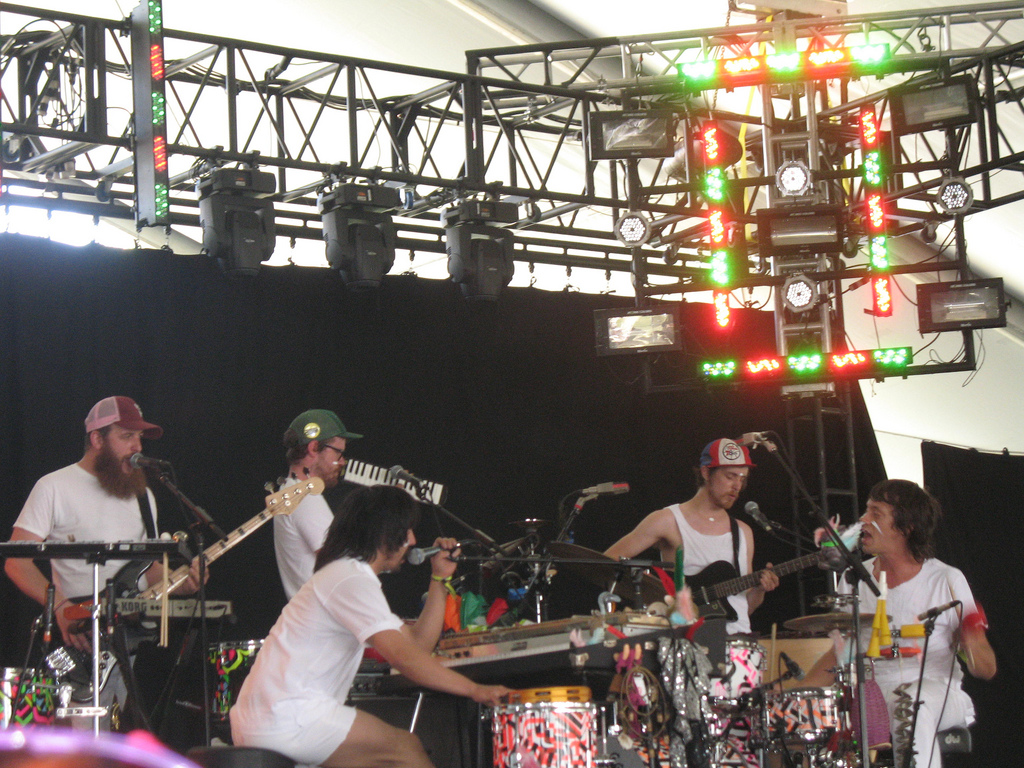
Man Man sur scène en 2008.

Man Man est un groupe américain composé de Honus Honus (Ryan Kattner), Pow Pow (Christopher Powell), Critter Crat (Russell Higbee), Serge Sogay (Chritopher Shar) et Chang Wang (Billy Dufala).
Le groupe est originaire de Philadelphie et ses membres travaillent ensemble depuis 2003. Leur musique est un mélange d'expérimental, de vieux rock, de jazz, de blues, de musique contemporaine et de fanfare. Les auteurs identifient leur style comme "manic gypsy" ou "viking vaudeville", ce qui ne veut rien dire.
Instruments utilisés : piano, saxophone, soubassophone, flûte, batterie, Clavinet, basse, xylophone, mélodica et autres objets produisant du bruit.
Adepte de clips originaux, en 2011 le groupe met en image le morceau Piranhas Club, extrait de l'album Life Fantastic.

## Discographie

### Albums studio
- 2004 - The Man In a Blue Turban With a Face
- 2006 - Six Demon Bag
- 2008 - Rabbit Habits
- 2011 - Life Fantastic
- 2013 - On Oni Pond
- 2020 - Dream Hunting in the Valley of the In-Between
- 2024 - Carrot on Strings